# Ali Karimi
Mohammad Ali Karimi Pashaki (in persiano محمد علی کریمی‎; Karaj, 8 novembre 1978) è un ex calciatore e allenatore di calcio iraniano, di ruolo centrocampista.
Eletto giocatore asiatico dell'anno nel 2004, è considerato uno dei migliori calciatori asiatici di tutti i tempi ed è soprannominato il Maradona d'Asia.

## Caratteristiche tecniche
Era un giocatore dotato di personalità, buona visione di gioco, capacità di giocare con entrambi i piedi e buona tecnica, tanto che spesso effettuava il gesto della veronica e della serpentina. Era anche resistente ai contatti avversari. Il suo carattere difficile ne ha limitato lo sviluppo della carriera.

## Carriera

### Club
Dopo aver giocato con Fath Teheran, Persepolis e Al-Ahly, si è trasferito al Bayern Monaco nel 2005. Nel 2007 firma un contratto biennale con il Qatar Sports Club e un anno più tardi è passato al Persepolis e successivamente allo Steel Azin. Nell'agosto 2010 è stato licenziato dallo Steel Azin per non aver rispettato il digiuno durante il Ramadan.
Il 31 gennaio 2011 viene acquistato dallo Schalke 04 con un contratto che lo lega al club tedesco fino al termine della stagione, ritrovando Felix Magath, suo allenatore ai tempi del Bayern. Complice l'esonero di Magath, esordisce con la maglia dello Schalke solamente il 5 aprile 2011 in Champions League nella gara di andata dei quarti di finale contro l'Inter, sostituendo Raul.

### Nazionale
Ha debuttato con la Nazionale nel 1998.

## Palmarès

### Giocatore

#### Club
- Campionato iraniano: 2

Persepolis: 1998-1999, 1999-2000
- Coppa dell'Iran: 1

Persepolis 1998-1999
- Coppa del Presidente degli Emirati Arabi Uniti: 2

Al-Ahli: 2001-2002, 2003-2004
- Campionato tedesco: 1

Bayern Monaco: 2005-2006
- Coppa di Germania: 2

Bayern Monaco: 2005-2006
Schalke 04: 2010-2011

#### Nazionale
- Giochi asiatici: 1

1998
- AFC/OFC Cup Challenge: 1

2003
- Campionato di calcio WAFF: 1

2004

#### Individuale
- Calciatore asiatico dell'anno: 1

2004
- Capocannoniere della Coppa d'Asia: 1

2004 (5 gol)